# إدوارد مكيفر راندز
إدوارد مكيڤر راندز (بالإنجليزية: Edward McKeever Rands؛ 2 يونيو 1856 – 13 أبريل 1922) كان سياسيًا أمريكيًا من ولاية واشنطن، شغل عضوية مجلس شيوخ ولاية واشنطن بين عامي 1901 و1909.

## الحياة السياسية
انتُخب راندز عضوًا في مجلس شيوخ ولاية واشنطن عام 1901، حيث مثّل الدائرة 13 من عام 1901 حتى 1903، ثم مثّل الدائرة 17 من عام 1903 حتى 1909.
كان راندز منتمياً إلى الحزب الجمهوري، وشارك في صياغة تشريعات محلية خلال فترة تشكّل البنية السياسية والمؤسساتية لولاية واشنطن في بدايات القرن العشرين.

## الوفاة
توفي إدوارد مكيڤر راندز في 13 أبريل 1922 عن عمر ناهز 65 عامًا.